# Jacques Martin (Philosoph)
Jacques Martin (* 18. Mai 1922 in Paris; † August 1964 ebenda) war ein französischer Philosoph und Übersetzer, der keinen seiner eigenen Texte je veröffentlichte und vor seinem Selbstmord sämtliche verbliebenen Manuskripte zerstörte, dessen Denken allerdings in Werken seiner Kommilitonen Louis Althusser und Michel Foucault bleibende Spuren hinterlassen hat. Durch die Althusser-Biographie von Yann Moulier Boutang aus dem Jahre 1992 und die Dissertation Between work. Michel Foucault, Louis Althusser and Jacques Martin von Nikki Moore am Department of Architecture des Massachusetts Institute of Technology aus dem Jahre 2005 ist sein Leben mittlerweile besser dokumentiert.

## Leben
Jacques Henri Michel François Martin wurde im 14. Arrondissement, in der rue Froidevaux in der Nähe des Cimetière Montparnasse geboren. Aufgrund einer Tuberkuloseerkrankung seiner Mutter lebte er seit seinem fünften Lebensjahr mit seiner jüngeren Schwester bei seinen Großeltern mütterlicherseits in Nevers, wo er auch das Lycée besucht. Seine glänzenden Leistungen dort ermöglichten ihm nach der Rückkehr nach Paris im Jahre 1936 die Aufnahme ins Lycée Henri-IV. Seit 1941 studierte er – lange unschlüssig, ob er nicht besser Literatur studieren sollte, und gegen den Willen seines Vaters, der ihn lieber als Medizinstudenten gesehen hätte – Philosophie an der École normale supérieure, errang dort hohe Anerkennung durch Lehrer wie Gaston Bachelard und Jean Hyppolite, für den er Hegel aus dem Deutschen übersetzen wird, und durch Kommilitonen wie den vier Jahre älteren Louis Althusser und den vier Jahre jüngeren Michel Foucault.
Im Juni 1943 wurde Martin wie alle nicht arbeitstätigen Männer zwischen 20 und 22 Jahren im besetzten Frankreich zum Arbeitsdienst in Deutschland verpflichtet und leistete diesen bis zum 12. April 1945 in Frankfurt am Main, obwohl er ihn als Schüler der École normale supérieure vergleichsweise einfach hätte umgehen können. In die Zeit seines Deutschland-Aufenthalts und seiner Rückkehr nach Frankreich fiel eine intensive Hinwendung zum Denken von Hegel und Marx. Martin wurde allerdings nie Mitglied des Parti communiste français. Im Jahre 1947 verfasste er ein (später ebenfalls vernichtetes) mémoire über den Begriff des Individuums bei Hegel, doch bereits im folgenden Jahr wies er deutliche Symptome von Schizophrenie auf, wodurch es ihm zunehmend unmöglich wurde, sein Leben zu organisieren. Martin lebte von der Unterstützung seiner Freunde und ab 1951 vom Erbe seiner Mutter. 1948 wurde seine französische Übersetzung von Hegels Jugendschrift Der Geist des Christentums und sein Schicksal mit einer Einleitung von Jean Hyppolite veröffentlicht, 1952 jene von Ernst Wiecherts Roman Missa sine nomine, und 1955 jene von Hermann Hesses Roman Das Glasperlenspiel. Im August 1964 nahm er sich, nachdem er sämtliche Manuskripte seiner eigenen Texte zerstört hatte, in seiner Wohnung an der École normale supérieure das Leben.

## Wirkung
Aus diesen Umständen erklärt sich, dass Jacques Martins Denken zwar Spuren hinterließ, jedoch ausschließlich in den Werken seiner Kommilitonen. Für den jungen Michel Foucault wird Martin als homme sans œuvre bedeutend für seine eigene Konzeption des Wahnsinns als solchen, den er im Vorwort zu Wahnsinn und Gesellschaft gleichsetzt mit der „Abwesenheit eines Werks“. Louis Althusser hat gar sein Hauptwerk Pour Marx dem Andenken seines Freundes Jacques Martin gewidmet als demjenigen, „der unter den schlimmsten Prüfungen, allein, den Zugang zur Philosophie von Marx entdeckt hat – und der mich leitete“. In seinem autobiographischen Entwurf Die Tatsachen nennt Althusser Martin den „scharfsinnigsten Geist, dem zu begegnen mir je beschieden war“, was nicht zuletzt auch darin gründet, dass er ihm – so Althusser in seiner Autobiographie Die Zukunft hat Zeit – die verstellende Hegel-Interpretation von Alexandre Kojève und dessen Nachfolgern überwinden half. Davon, wie weit die gegenseitige Verbundenheit Martins und Althussers reichte, zeugt schließlich der Gedanke Althussers kurz nach dem Mord an seiner Ehefrau Hélène: „Vor meinen Augen erscheint unser Freund Jacques Martin, der an einem Augusttag des Jahres 1964 tot in seinem winzigen Zimmer im 16. Arrondissement aufgefunden worden war, bereits seit mehreren Tagen in seinem Bett liegend und auf der Brust den Stiel einer langen scharlachroten Rose haltend: eine stumme Botschaft an uns beide, die wir ihn seit zwanzig Jahren liebten, als Andenken an Beloyannis, eine Botschaft von jenseits des Grabes.“

## Übersetzungen
- Georg Wilhelm Friedrich Hegel: L’esprit du christianisme et son destin (Original: Der Geist des Christentums und sein Schicksal). Introduction par Jean Hyppolite. Traduction par Jacques Martin. Paris: Vrin 1948
- Ernst Wiechert: Missa sine nomine. Roman traduit de l’allemand par Jacques Martin. Paris: Calmann-Lévy 1952
- Hermann Hesse: Le jeu des perles de verre. Essai de biographie du Magister Ludi Joseph Valet accompagné de ses écrits posthumes. Présenté par Hermann Hesse (Original: Das Glasperlenspiel). Traduit de l’allemand par Jacques Martin. Paris: Calmann-Lévy 1955